# Rinaldo Ticci
Rinaldo Ticci (Siena, 3 novembre 1805 – Siena, 14 luglio 1883) è stato un compositore italiano.

## Biografia
Studiò al Collegio dei Tolomei e successe a Francesco Ceracchini come direttore della Banda Municipale di Siena. A partire dal 1837 promosse una scuola di musica gestita dalla Banda dove studiarono Rinaldo Morrocchi e Marietta Piccolomini. Per la scuola, Ticci scrisse diversi metodi e trattati. Nel 1868 il comune fuse la sua banda con altre formazioni orchestrali (quella nata da poco per iniziativa di Pietro Formichi) e con l’orchestra del Teatro dei Rinnovati, facendolo diventare una sorta di compositore ufficiale senese. Predilesse il teatro (si ha notizie di 6 sue opere), ma scrisse una gran quantità di musiche per qualsiasi occasione cittadina e anche qualche pezzo sacro, probabilmente per la Cappella di Provenzano (con cui la sua banda collaborava attivamente), mentre continuava la sua attività direttoriale e operistica. Nel 1879, dopo quasi 50 anni di attività, lasciò la direzione della banda a Pietro Formichi.

## Opere e fonti
Le sue musiche sopravvivono in due fondi della Biblioteca degli Intronati a Siena. Nel Fondo Provenzano, giunto alla biblioteca dopo una breve permanenza all'Archivio Arcivescovile, si conserva un suo metodo di teoria musicale in una edizione della Litografia Meucci di Siena, mentre nel Fondo Porri, giunto alla Biblioteca nel 1861 (o nel 1886), si trovano 200 autografi di Ticci, databili in un arco di tempo quasi cinquantennale (dagli ultimi anni ‘30 agli anni ‘80 dell’Ottocento), e attestanti probabilmente la sua intera produzione per banda, molta produzione operistica e alcuni esempi di composizioni didattiche. Si notano, spesso in partitura e parti, balletti, valzer, sinfonie, polke, canzoni celebrative (ai Granduchi come a Vittorio Emanuele e a Pio IX), inni locali (a San Galgano, a Santa Caterina), cantate per le più varie occasioni (soprattutto per il carnevale), concerti, alcuni pezzi sacri, presenti in partiture e parti e spesso in riduzione pianistica, rielaborazioni per banda di episodi di opere di Francesco Zanetti (la Didone abbandonata del 1781), Gioachino Rossini (almeno 15 titoli), Giuseppe Verdi (quasi 20 pezzi), Saverio Mercadante, Vincenzo Bellini, Gaetano Donizetti, Giovanni Simone Mayr, Domenico Cimarosa, Giovanni Pacini, oltre che partiture, parti integrali e riduzioni canto e pianoforte delle opere composte da Ticci stesso (Don Properzio, La melacottaia, Beatrice di Tenda, composta per la società senese degli Isolati, La Papilla, Il solitario). Nel fondo vi sono i manoscritti, probabilmente autografi, anche di studi e metodi didattici per la scuola della banda (Corso completo di solfeggi, Scale in tutti i tuoni, Metodo per contrabbasso, 40 vocalizzi per soprano). Per la scuola, Ticci copiò anche i Portamenti del didatta settecentesco napoletano Fedele Fenaroli, e stampò (nel 1845 con la Tipografia dell’Ancora) un trattato di contrappunto.